# Прележ
Прележ — исчезнувшая деревня в Чебулинском районе Кемеровской области. Входила в состав Чумайского сельсовета. Дата исчезновения не установлена.

## География
Деревня располагалась на реке Тыштым, в 12 км к северо-западу от села Чумай.

## История
Основана в 1921 г. В 1926 году посёлок Перлежу состоял из 23 хозяйств, основное население — чуваши. Входил в состав Карачаровского сельсовета Верх-Чебулинского района Томского округа Сибирского края. В 1968 г. состояла из 36 хозяйств. В деревне располагались бригада совхоза, начальная школа, библиотека, медпункт.

## Население
По данным переписи 1926 г. в посёлке проживал 121 человек (55 мужчин и 66 женщин). В 1968 г. в деревне проживало 124 жителя.